# Relations entre l'Albanie et l'Algérie
 (mars 2025).
Si vous disposez d'ouvrages ou d'articles de référence ou si vous connaissez des sites web de qualité traitant du thème abordé ici, merci de compléter l'article en donnant les références utiles à sa vérifiabilité et en les liant à la section « Notes et références ».
Les relations entre l'Albanie et l'Algérie  se réfèrent aux relations bilatérales, diplomatiques et culturelles entre la République d'Albanie et la République algérienne démocratique et populaire.

## Histoire
Les relations diplomatiques entre l'Albanie et l'Algérie ont été établies le 13 avril 1962. Après l'indépendance de l'Algérie en 1962, l'Albanie a été parmi les premiers pays à la reconnaître en tant qu'État. De 1962 à 1992, soit 30 ans de relations bilatérales, l'Albanie eu une représentation en Algérie, et l'Ambassadeur à Alger était également accrédité auprès des pays du Maghreb ainsi que de certains pays africains. De nombreux étudiants albanais ont étudié dans des universités algériennes. Actuellement, la couverture diplomatique albanaise est assurée depuis l'Ambassade d'Albanie à Athènes, et la couverture diplomatique algérienne est également réalisée depuis Athènes. L'Algérie dispose également d'un bureau diplomatique à Tirana.
Les deux pays font partie de l'Organisation de la coopération islamique et de l'Union pour la Méditerranée.

## Domaines de coopération
L'Albanie et l'Algérie entretiennent de très bonnes relations. Ces dernières décennies, un intérêt a été manifesté pour la réalisation de visites à différents niveaux et la conclusion de plusieurs accords importants, notamment en matière de dialogue politique et de coopération économique. Cependant, les échanges commerciaux restent à un niveau très modeste. Les deux pays souhaitent renforcer leur coopération dans les domaines de l'énergie, du tourisme, de l'agriculture, de la culture, etc. Plusieurs initiatives sont en cours afin de compléter le cadre juridique et institutionnel et d'établir des contacts directs à différents niveaux.